# Droga wojewódzka 234
Die Droga wojewódzka 234 (DW 234) ist eine polnische Woiwodschaftsstraße und verläuft innerhalb der Woiwodschaft Pommern. Die DW 234 verbindet die Südregionen des Powiat Starogardzki (Kreis Preußisch Stargard) und Powiat Tczewski (Kreis Dirschau) mit den Städten Skórcz (Skurz) und Gniew (Mewe). Außerdem ist sie Bindeglied zwischen den Woiwodschaftsstraßen DW 214, DW 219, DW 220,  DW 222, DW 231, DW 641 und DW 644 und der Landesstraße (DK) 1 (Europastraße 75).

## Straßenverlauf
Woiwodschaft Pommern
- Powiat Starogardzki (Kreis Preußisch Stargard):
  - Skórcz (Skurz) (→ DW 214: Łeba (Leba) – Warlubie (Warlubien), DW 222: Danzig – Skórcz, und DW 231: Skórcz – Kolonia Ostrowicka (Kolonie Osterwitt))
  - Wielbrandowo

- Powiat Tczewski (Kreis Dirschau):
  - Borkowo (Borkau)
  - Rzeżęcin (Ressenschin) (→ DW 641: Rzeżęcin – Lipia Góra (Lindenberg))

- X Staatsbahn (PKP)-Linie 131: Chorzów (Königshütte) – Tczew (Dirschau) X
  - Morzeszczyn (Morroschin) (→ DW 220: Morzeszczyn – Bahnhof Morzeszczyn, und DW 644: Morzeszczyn – Majewo (Paulshof))
  - Dzierżążno (Dzierondzo)
  - Gogolewo

- ~ Wierzyca (Ferse) ~
- X ehemalige PKP-Linie 244: Morzeszczyn (Morroschin) – Gniew (Mewe) X
  - Gniew (Mewe) (→ DK 1 (E 75): Danzig – Cieszyn (Teschen)/Tschechien, und DW 219 Gniew (Gniewskie Młyny) – Brodzkie Młyny (Broddener Mühle))